# Acalolepta artia
Acalolepta artia là một loài bọ cánh cứng trong họ Cerambycidae.